# Luis María Rodríguez
Luis María Rodríguez Marcó del Pont (San Rafael, Mendoza, Argentina; 25 de noviembre de 1938 – 20 de junio de 2005) fue un abogado, político, jurista, criminólogo y escritor argentino.
Fue fundador de la cátedra de Criminología de la Facultad de Derecho y Ciencias Sociales de la Universidad Nacional de Córdoba. Fue defensor de los presos políticos durante la presidencia de facto de Juan Carlos Onganía (1966 - 1970), siendo perseguido por el mismo. Fue designado Interventor Federal de la Provincia de Mendoza durante el gobierno de Isabel Martínez de Perón debido a su amplia trayectoria por ladefensa de los presos políticos y su respetada figura en el ámbito académico. Durante la presidencia de facto de Alejandro Lanusse (1971 - 1973) fue perseguido y encarcelado. 
Sucedió a Antonio Cafiero en el cargo de interventor federal en la provincia de Mendoza, desde el 7 de mayo hasta renunciar el 11 de noviembre de 1975.
Tras el Golpe de Estado del 24 de marzo de 1976 que dio inicio a la dictadura militar autodenominada Proceso de Reorganización Nacional, se exilió en México, regresando a la Argentina en 1986. Designado director del Centro de Investigaciones de la Facultad de Derecho de la Universidad Nacional de Córdoba.
Fue luego elegido por el claustro docente como director de los Servicios de Radio y Televisión de la antes citada Universidad.
Entre otros libros escribió "Núñez, el hombre y su obra", "Mercado, un romántico progresista" y "Criminología latinoamericana".